# حساء الشعير
العصيدة (تسمى أيضًا الثريد أو حساء الشعير، وغيره) هي طبق يُصنع عن طريق غلي الشوفان (المفتول أو المسحوق أو الكامل) أو وجبات الحبوب الأخرى في المياه أواللبن أو كليهما. وعادة ما تُقدم ساخنة في وعاء أو طبق. قد تُستخدم الحبوب أو البقول الأخرى، على الرغم من أن الأطباق التي يتم إعدادها بالمكونات الأخرى يُشار إليها في كثير من الأحيان بأسماء أخرى، مثل بولينتا (polenta) أو جريتس (grits).

## الأشكال المختلفة
تعد عصيدة الشوفان والسميد من أشهر الأشكال المختلفة للعصيدة في العديد من الدول. إضافة إلى الشوفان، تُستخدم الحبوب في العصيدة، بما فيها الأرز والقمح والشعير والذرة. وتُستخدم البقول مثل وجبة عصيدة البسلة أيضًا لصنع العصيدة. كذلك، فإن الثريد يشبه العصيدة ولكنها تصنع بدون اللبن وتتمتع بكثافة أقل بكثير.
كانت العصيدة الطعام التقليدي في معظم دول شمال أوروبا وروسيا. وكان الشعير هو الحبوب المستخدمة الأشهر، مع استخدام بعض الحبوب الأخرى والبازلاء الصفراء اعتمادًا على الظروف المحلية. وكان في الأساس طبق لذيذ، بتشكيلة من اللحوم ومحاصيل الجذور والخضروات والأعشاب المضافة من أجل النكهة. قد تُطبخ العصيدة في غلاية معدنية كبيرة ملفوف حولها جمرات ساخنة أو حاوية آنية خزفية عن طريق إضافة الأحجار الساخنة حتى تصل لدرجة الغليان. حتى الوقت الذي أصبحت فيه أفران الخبز والخبز المُخمر والخبيز شائعة في أوروبا، كانت العصيدة وسيلة تقليدية لإعداد محاصيل الحبوب على المائدة. وقد استُخدمت أيضًا كطعام في السجون للنزلاء في نظام سجن المملكة المتحدة ولذلك أصبح «صنع العصيدة» مصطلحًا عاميًا لعقوبة السجن.
في عديد من الثقافات الحديثة، تؤكل العصيدة على نطاق واسع كطبق في الفطور، وكان يُضاف إليها في كثير من الأحيان الملح أوالزبدة أو السكر أو اللبن أو قشدة الحليب، اعتمادًا على التفضيلات الإقليمية. في جزر الكاريبي الناطقة بالإنجليزية، يشتهر إضافة القرفة وجوزة الطيب والسكر البني واللوز للشوفان والمياه والحليب. وهناك بعض مصنعي حبوب الإفطار، مثل سكوت لشوفان بورادج (Scott's Porage Oats)، يشترون الأنواع الجاهزة. تعد العصيدة واحدة من أسهل طرق تصنيف الحبوب أو البقوليات وتستخدم استخدامًا تقليديًا في ثقافات عديدة على أنها أحد الأطعمة المستخدمة في معالجة الظهر ورجوعه لحالته الصحية. وعادة ما يأكلها الرياضيون أيضًا عند القيام بالتدريبات.

## وصلات خارجية
- Bennett، Lynne Char (5 يناير 2005). "Morning comfort / From Irish oatmeal to Chinese congee to Mexican champurrado, every cuisine offers steaming bowls of cereal to stave off winter's chill". San Francisco Chronicle. مؤرشف من الأصل في 2012-06-17.